# Huśtawka oddechu
„Huśtawka oddechu” (niem. Atemschaukel) to powieść Herty Müller, która ukazała się w 2009 roku. W tym samym roku autorka została laureatką Literackiej Nagrody Nobla. Głównym bohaterem książki jest siedemnastolatek z Siedmiogrodu – Leopold Auberg, który opowiada o swojej deportacji do obozu pracy w Gorłówce w sowieckiej Ukrainie. W powieści, na przykładzie indywidualnej historii, zostało ukazane prześladowanie rumuńskich Niemców za czasów panowania Stalina. „Huśtawka oddechu” została opublikowana przez wydawnictwo Hanser i uplasowała się na głównej liście kandydatów do przyznania niemieckiej nagrody literackiej „Deutscher Buchpreis”. Główne motywy poruszane w tej powieści to głód oraz tęsknota za domem i ojczyzną.

## Opis treści
Siedemnastoletni Leopold Auberg jako członek grupy narodowej Siedmiogrodzkich Saksończyków zostaje deportowany do ZSRR przez nadciągających żołnierzy sowieckich. Po dotarciu do obozu przeżywa 5 lat w niedostatku i głodzie. Nieustannie jest gnębiony i poniżany przez strażników i naczelnika, Tura Prikulitscha. Dostosowuje się jednak zarówno fizycznie, jak i psychicznie do sytuacji i godzi się ostatecznie z rzeczywistością. Po wypuszczeniu z obozu Leopold wciąż jest pod wpływem przeżytych wrażeń.

## Powstanie dzieła
Materiał do powieści Herta Müller zbierała podczas rozmów z poetą Oskarem Pastiorem oraz innymi, którym udało się przeżyć w obozie. W 2004 dzięki wsparciu Fundacji im. Roberta Boscha autorka wybrała się wraz z Ernestem Wichnerem i Oskarem Pastiorem we wspólną podróż do miejsc byłych obozów pracy na Ukrainie.

## Struktura powieści
Historia Leopolda Auberga jest opowiadana w tradycyjny sposób. Akcja opisana została chronologicznie od momentu jego internowania w styczniu 1945 roku aż do jego powrotu do domu w 1950. W kilku końcowych rozdziałach opisano życie bohatera po ucieczce do Austrii oraz jego dalsze losy. Książka składa się z 46 rozdziałów, które przeważnie są bardzo krótkie. Na początku wprowadzone zostały dwa najdłuższe rozdziały, w których przedstawione zostały okoliczności internowania, transport, a także pierwsze strategie na przeżycie bohatera.
Autorka płynnie wprowadziła zabiegi, takie jak retrospekcje czy wizualizacje. W retrospekcjach dominują głównie dwa tematy: rodzina i stosunek do jej pojedynczych członków oraz stosunek Leopolda do swojego homoseksualizmu. W wizualizacjach przedstawiony został tylko jeden temat, mianowicie jaki wpływ na jego przyszłość miały wydarzenia przeżyte w obozie.

## Motywy

### Głód / Anioł głodu
Głód jest najważniejszym motywem w powieści – ma on wpływ na wszystkie działania bohaterów i został spersonifikowany w postaci „Anioła głodu” („Anioł głodu dziwił się”). „Anioła głodu” należy sobie przedstawić jako ducha, którego głodujący wyobraża sobie, aby móc z nim walczyć. Zabieg ten jest istotnym elementem strategii tego opowiadania. „Anioł głodu” występuje jako najczęściej wymieniana postać i porusza się między pozostałymi bohaterami. Można się jej przeciwstawić, można z nią walczyć albo się jej poddać.

### Tęsknota za ojczyzną
Nostalgia i tęsknota to również motywy przewodnie w „Huśtawce oddechu” Herty Muller. Tęsknota za ojczyzną, za domem rodzinnym jest przeciwieństwem tęsknoty za oddaleniem, którą Leopold akceptował podczas transportu z Hermannstadt. Podczas gdy siedemnastolatek uważa miasto za „naparstek, gdzie wszystkie kamienie mają oczy”, zmniejsza je metaforycznie i traktuje jak obciążenie, w obozie świat jego dzieciństwa i młodości staje się jego jedynym miejscem życia i tęsknoty. Jego bezsenne noce są przepełnione wspomnieniami o kraju rodzinnym. Wypełnia je trwoga o życie krewnych, trwoga o bycie przez nich zapomnianym. Głód zmusza do myślenia o domowych, jakże sycących potrawach. Każdy przedmiot wzbudza emocje i wspomnienie z dzieciństwa, jak wagi zegara z kukułką, które swoim kształtem szyszki przypominają z powrotem las, jego zapach i polowania z ojcem. Nostalgia, ale jednocześnie i zapewnienie są widoczne również w pożegnalnym zdaniu babci: „Wiem, że wrócisz!”. W nim brzmi pewność, że ktoś myśli o Leo i w myślach zalicza go jeszcze do żyjących. To zdanie staje się ochroną, obronną tarczą przeciw śmierci głodowej.

## Recenzje
Język tej powieści, który jest dość staroświecki, niekiedy prosty, klarowny i jasny, innymi razy wylewny i egzaltowany, konserwuje upadły świat językowej przestrzeni, w której kilka języków istniało obok siebie: jidysz, rosyjski, rumuński, niemiecki i węgierski, pisze Ina Hartwig. Kombinacja wyrazów i ich łączenie u Herty Müller np. „Eigenbrot” – „własny chleb”, „Herzschaufel” – „szufla serca”, a także „Atemschaukel” – „Huśtawka oddechu” przypomina Hartwig wczesną lirykę Paula Celana. Daniela Strigl podkreśla, że Herta Müller w „Huśtawce oddechu” stworzyła literackie obrazy dla sfery ponadjęzykowej, w ponadczasowym szkicu, obraz człowieka in extremis, który jest nasycony doświadczeniami przerażającego XX wieku. Według opinii Michaela Lentza, świadczy to o niezwykle skomplikowanym stosunku między wspomnieniem a językiem.
Michael Lentz uważa, że „Huśtawka oddechu” jest niezwykle wzruszającą powieścią. Ina Hrtwig podkreśla, że czytelnik dzięki przywoływaniu przez Hertę Müller „poetyckiej mocy w nieszczęściu”, dociera do własnych granic. Ta „poetycka moc”, polega między innymi na tym, iż przez metaforę „Anioła głodu” Müller zezwala na powstanie strefy niebezpieczeństwa. Hartwig twierdzi, że: „Anioła głodu trzeba sobie wyobrazić, jako ducha, którego głodujący sobie stworzył, by móc z nim walczyć – tylko, że ocalały musi pogodzić się z faktem, że „Anioł głodu” wziął go na zawsze w posiadanie. To chwyt - dusiciel, który doprowadza do tego, że Leopold już nigdy nie będzie w stanie podarować swojego serca. Dlatego Hartwig uważa „Huśtawkę oddechu” za „wyzwanie” i za „pięknie trudny dar”.
Dzieło "Huśtawka oddechu" również w Polsce spotkało się z dużym zainteresowaniem wśród literaturoznawców. Szczególną uwagę poświęcono językowi powieści. "Piszczatowski zauważa, że w Huśtawce oddechu Müller dotarła do granic języka, a zatem konstruuje obrazy słowne, które krążą wokół tego, co niewyrażalne. Jak zauważa Piszczatowski, ani język, ani milczenie nie mogą zapewnić nikomu schronienia."

## Wydania
- Herta Muller: Huśtawka oddechu, przeł. Katarzyna Leszczyńska, Wydawnictwo Czarne, Wołowiec 2008, ISBN 978-83-7536-020-2.
- Herta Muller: Huśtawka oddechu, przeł. Katarzyna Leszczyńska, Wydawnictwo Czarne, Wołowiec 2010, ISBN 978-83-7536-200-8.
- Herta Müller: Atemschaukel. Hanser Verlag, München 2009, ISBN 978-3-446-23391-1.